# Libra (Libra)
Libra è la versione statunitense del primo LP del gruppo musicale italiano Libra, pubblicata dalla Motown Records nell'agosto 1975.

## Tracce
- Born Today
- Times Is A Good Friend
- Beyond The Fence
- Words and Music
- Keepsake
- Pollution

## Formazione
- Dino Cappa (basso, cori)
- David Walter (percussioni)
- Federico D'Andrea (chitarra acustica, cori)
- Nicola Di Staso (chitarra elettrica)
- Alessandro Centofanti (tastiere)
- Claudio Fabi; Danny B. Besque (produttori)